# モントルー条約
1936年にスイスのモントルーで調印された海峡制度に関する条約（かいきょうせいどにかんするじょうやく、仏: Convention concernant le régime des Détroits、英: Convention Regarding the Regime of the Straits）は、トルコ領内のボスポラス海峡・マルマラ海・ダーダネルス海峡の通航制度を定めた条約である。通称モントルー条約（モントルーじょうやく、英: Montreux Convention）。

## 概要
- 商船の自由航行の原則（条約第2条）
- 黒海と地中海の間の航空路の設定（第23条）

エーゲ海と黒海とトルコの海峡の位置
ボスポラス海峡
ダーダネルス海峡

- 海峡を航行する軍艦の制限（条約第2部および付属文書2・3）

## 経緯
ボスポラス海峡・マルマラ海・ダーダネルス海峡とその沿岸部は「海峡地帯」と総称され、地中海と黒海をつなぐ場所であるため、その通航制度をどうするのかが18世紀に結ばれたキュチュク・カイナルジ条約以来、長く国際問題となっていた。オスマン帝国は第一次世界大戦の講和条約であるセーヴル条約で海峡地帯の主権を放棄させられ、海峡地帯は強い権限を持つ「海峡委員会」による国際管理下におかれることとなった。
その後オスマン帝国が倒れ、1923年のローザンヌ条約では新たに成立したトルコ共和国の海峡地帯への主権が確認・回復された。しかし海峡地帯は非武装とされ、またセーヴル条約での海峡委員会ほどの権限は持たなかったが、やはり海峡地帯を監視する組織としての海峡委員会も置かれた。1930年代に入ると、イタリアがエーゲ海のドデカネス諸島の軍備を増強したことがトルコの危機感をあおり、海峡地帯沿岸の再武装を要求するようになった。
1936年4月、トルコはローザンヌ条約の締結国に対し条約改正を求める通告を行い、これを受けて1936年6月22日から7月20日にかけてモントルーにおいて海峡の新通航制度を定めるための国際会議が開かれた。こうしてローザンヌ条約で定められた通航制度を改定し、トルコの再武装要求を認めるモントルー条約が結ばれた。またモントルー条約の締結と同時にローザンヌ条約の通航制度に関する部分は失効した。

## トルコの態度
第二次世界大戦後の国際法の取扱いでは、自然に出来た海峡等を航行する艦船に対し、海峡に面する国は制限を加えることができないという概念が成立しており、かかる慣習は国連海洋法条約第3部に法典化されている。ボスポラス海峡等も同条約上の国際海峡に該当し、通過通航権の行使として軍艦等も含めた自由航行ができてしかるべき考えに至るが、トルコ政府は、ボスポラス海峡等は海洋法条約第35条(c)により通過通航権の対象外となる旨主張して、一貫してモントルー条約の緩和には否定的な態度を取っている。
これは、トルコにとっては一度喪失した主権を長年の交渉で自国に有利な形で取り戻したという経緯から、緩和することで再び海峡地帯に他国が干渉してくることへの警戒感があること。海峡が地政学上の要衝であり、東西冷戦時には海峡の出入り口付近に米ソの艦艇が対峙し、一触即発状態にあったこと。また、1980年代以降、タンカーなどの船舶の大型化と航行量が急増したことにより海難事故が頻発、海峡の過密化が深刻な問題となっているからである。
特に、冷戦終結後は後者が問題となっている。海峡に面した大都市イスタンブール近辺で、海難事故に起因するアンモニア流出事故が発生。風向きによっては、甚大な人的被害が発生してもおかしくない大事故となった。このためトルコ政府は、有害物質を積載した船舶の航行に非常に神経質となっており、自国法により廃棄物等を載せた船舶の航行を制限するなど、むしろ強化を図りたい意向を持っていると推測される。
未成のウクライナ空母ヴァリャーグが中国へ回航される際には、トルコは、空母の海峡通過禁止を主張しており、また大型無動力艦の曳航となるため、通行許可を出さなかった。結局、中国側がトルコへの観光客増加を約束するという政治的折衝で妥協し、2001年に通過を許可した。
2022年2月のロシアのウクライナ侵攻を機に、黒海の沿岸国かどうかを問わず、すべての国に対して軍艦の海峡通過を認めないとする通告をトルコ政府は2月28日に発表した。ただし、条約により沿岸国の船舶が母港に帰港することは例外的に認められているとしている。また、戦争の当事国であるか否か、また黒海沿岸国であるか否かを問わず適用されるとしている。

## 条約における艦船の通航制限

### 商船
商船については、自由航行が原則とされている（条約第2条）。戦時においても同様であるが（条約第4条）、トルコが危機に迫った場合や交戦国の場合は、一部に制限が生じる（条約第5条・第6条）。

### 軍艦
海峡を航行する軍艦については、詳細な制限が設けられている（条約第2部および付属文書2・3）。平時と戦時の区別や、艦種・トン数による区別、黒海沿岸諸国に関する規定がある。さらには日本海軍の旧式艦となっていた浅間等への個別規定もある。
平時には、一定の制限の下、小規模な艦船は自由航行ができるが、大規模艦船には様々な制限がある。また、戦時にはトルコ政府の裁量により、航行制限が行える。
条約上の艦種
条約の付録IIによる。
- 主力艦：(a)航空母艦、補助艦艇及び次の(b)以外の戦闘艦艇であって、排水量10,000トン以上か口径8インチ以上の艦砲を搭載しているもの。(b)航空母艦以外の戦闘艦艇であって、排水量8,000トン以下であるが、口径8インチ以上の艦砲を搭載しているもの。
- 航空母艦：航空機を搭載し、運用する軍艦。
- 軽量水上艦(Light Surface Vessels)：排水量10,000トン未満の戦闘艦艇。口径8インチ（20.3cm）以上の艦砲を搭載していないなど。
- 潜水艦
- 小型軍艦(Minor War Vessels)：補助艦艇以外の戦闘艦艇。排水量2,000トン未満で、口径6.1インチ（15.5cm）以上の艦砲を搭載していないなど。
- 補助艦艇：戦闘以外の用途で使用される艦艇。武装は、口径6.1インチ以上の艦砲を搭載していないなど。

#### 平時の規定
全般
- 9隻までの隻数制限の下、軽水上艦、小型軍艦および補助艦艇の自由航行が認められている（条約第10条・第14条）。
- 総排水量15,000トンを超える艦隊の通行禁止（条約第14条）。

黒海沿岸諸国
- 総排水量15,000トンを超える艦隊の通行禁止の例外事項として、護衛は2隻以下の駆逐艦に限るが、排水量15,000トンを超える「主力艦」の通航は認められている（条約第11条）。
- 黒海外で建造した潜水艦の導入時および黒海外での修理時の通航は、単独通航に限り認められている（条約第12条）。

非黒海沿岸国
- 黒海に存在する非黒海沿岸国の艦隊の総排水量には制限がつけられる（条約第18条）。
- 黒海への21日を超える滞在を禁止（条約第18条）。

#### 戦時の規定
戦時であって、トルコが交戦国でない場合は、交戦国を除く軍艦は平時と同様の条件で航行できるが、トルコを含む国際機関・国際条約等に基づく侵略の被害国への援助の場合を除いて、交戦国の軍艦は航行できない（条約第19条）。
戦時であって、トルコが交戦国の場合や、トルコが危機に迫った場合には、軍艦の航行はトルコの裁量による（条約第20条・第21条）。ただし、母港への帰還のための航行は許される（条約第19条・第21条）。

#### その他
- 1960年、アメリカ海軍が直径30.5cmのアスロック対潜ミサイルを搭載させた軍艦を通過させ、これに対しソ連側が抗議した時、トルコ政府は、ミサイルについては規定がないものとする解釈を提示した[3]。
- トルコ政府は、艦種としての航空母艦を通行禁止としているが[4]、条約では艦種としての空母の明示的な通航禁止規定は無い。排水量15,000トンを超える航空母艦ならば、むしろ主力艦以外に対する排水量制限により条約に抵触する[5][注 2]。

## 締結国
条約締結当初の締結国は、トルコ・ソ連・ルーマニア・ブルガリアといった黒海沿岸の諸国のほか、イギリス・フランス・ギリシア・ユーゴスラヴィア・日本の合計9カ国であった。ローザンヌ条約の締結国であったイタリアは条約の改定に否定的な態度を取っていたこともあり、当初モントルー条約に参加していなかったが、1938年になって加入した。後にキプロス・ウクライナが承継により当事国となっている。
締約国以外に属する船舶についても実態上はモントルー条約の規定の範囲内で通航が認められている。

### 日本の立場
一見海峡地帯への直接的利害が少ないと思われる日本がモントルー条約に名を連ねているのは、ローザンヌ条約による海峡委員会が設置された際、国際連盟の常任理事国として日本も海峡委員会に委員を出したことと関係している。モントルー条約が結ばれた1936年には日本は既に国際連盟を脱退していたが、脱退後も引き続き海峡委員会のメンバーであったため、モントルー条約にも締結国として名を連ねることとなった。
条約の素案の段階では、トルコが軍艦の海峡通過について定期的に連盟事務局に通告する内容であったが、日本は通過するごとに締結各国に通知することなどを要求して認めさせた。この要求は、日本にとってソビエト連邦の黒海艦隊の動静をチェックできるという有意義なものとなった。
日本はモントルー条約中の国際連盟規約に関する条項に関しては留保した上で批准した。その後サンフランシスコ平和条約の発効に伴い、日本は本条約上の一切の権利および利益を放棄することとなった（同条約8条(b)）。